# لديك بقرتان

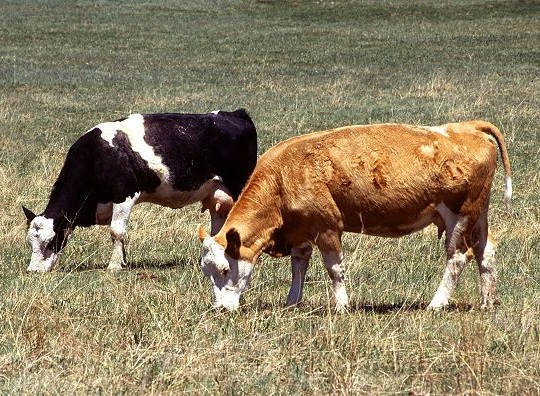
استعملت عدة قصص تتضمن بقرتين كعبارات مجازية في الهجاء السياسي.

«لديك بقرتان» (بالإنجليزية: You have two cows)‏ هو تعبير سياسي ساخر يتضمن عدة قصص، والتي فيها يبين ما يحدث للبقرة المملوكة كيفية عمل أنظمة سياسية معينة.

## تاريخ
لفتت نكت من هذا النوع انتباه بعض المثقفين في الولايات المتحدة الأمريكية ابتداء من سنة 1944. يذكر مقال في «جريدة اللغة المعاصرة» (The Modern Language Journal) النكت الكلاسيكية التالية:
- الإشتراكية: لديك بقرتان. تأخد الحكومة واحدة وتعطيها لجارك.
- الشيوعية: لديك بقرتان. تعطيهما للحكومة، فتعطيك الحكومة بعض الحليب.
- الفاشية: لديك بقرتان. تعطيهما للحكومة، فتبيعك الحكومة بعض الحليب.
- الرأسمالية: لديك بقرتان. تبيع واحدة وتشتري ثورًا.
- النازية: لديك بقرتان. تأخد الدولة كلتيهما وتطلق عليك النار.

يذكر الكاتب الكندي «بيل شيرك» أن قوائم تتضمن مثل هذه النكت انتشرت في الولايات المتحدة الأمريكية منذ سنة 1936 تحت اسم «بارابل أوف ذي إسمز» (Parable of the Isms). تتضمن نسخة أنتجتها الجريدة اليومية «شيكاغو تريبيون» (The Chicago Daily Tribune) سنة 1938 الاشتراكية، الشيوعية، الفاشية، والصفقة الجديدة.

## استعمالات بارزة
شكلت نكت من هذا النوع قاعدة لأداء كوميدي للكوميدي بات بولسن في عرض «ساعة كوميديا الإخوة سموذرز» (The Smothers Brothers Comedy Hour) في أواخر الستينات. وفي تعليق كوميدي له على الرأسمالية قال «...ثم ضع كليهما في اسم زوجتك وأعلن إفلاسك.» تم استعمال هذه النكتة ثانية في ترشحه الساخر لانتخابات الولايات المتحدة الأمريكية سنة 1968، ومرة أخرى في ألبومه الكوميدي الصادر سنة 1968 «بات بولسن للرئاسة».
استعمل «ريشرد إم ستيرز» و «لوسيارا ناردون» العبارة المجازية «بقرتان» في كتابهما حول الاقتصاد العالمي ليمثلا مفهوم الاختلاف الثقافي. وهذا مثال على ذلك:
- شركة روسية: لذيك بقرتان. تشرب بعض الفودكا وتعدهم ثانية. لديك خمسة أيقار. تظهر المافيا الروسية وتسرق مالك من أبقار.

وكتبا أن النكت من هذا النوع مضحكة لأنها قصص كاريكاتيرية واقعية من مختلف الحضارات، ويرجع انتشارها إلى الاختلاف الواضح بين هذه الحضارات. كما يوضح «ستيرز» و «ناردون» أن بعض الناس قد يعتبرونها عنصرية جزئيًا لذلك يجب مطالعتها بحذر.

## ملحوظات
1. ↑  الصفقة الجديدة: لديك بقرتان. تأخد الحكومة كلتيهما، تطلق النار على واحدة، تشتري الحليب من البقرة الاخرى. تم تصب الحليب في المجاري. — Cited in: Lisgar Collegiate Institute. "Vox Lycei 1939-1940". مؤرشف من الأصل في 2020-04-26. {{استشهاد بدورية محكمة}}: الاستشهاد بدورية محكمة يطلب |دورية محكمة= (مساعدة)